# Кьеве
Кьеве (итал. Chieve) — коммуна в Италии, располагается в регионе Ломбардия, подчиняется административному центру Кремона.
Население составляет 1715 человек, плотность населения составляет 286 чел./км². Занимает площадь 6 км². Почтовый индекс — 26010. Телефонный код — 0373.
Покровителем коммуны почитается святой великомученик Георгий, празднование 23 апреля.